# Daniel Huber
Daniel Huber (Seekirchen, 2 de enero de 1993) es un deportista austríaco que compite en salto en esquí.
Participó en los Juegos Olímpicos de Pekín 2022, obteniendo una medalla de oro en el trampolín grande por equipo (junto con Stefan Kraft, Jan Hörl y Manuel Fettner).
Ganó dos medallas de plata en el Campeonato Mundial de Esquí Nórdico, en los años 2019 y 2021, ambas en el trampolín grande por equipo.

## Palmarés internacional
| Juegos Olímpicos   | Juegos Olímpicos      | Juegos Olímpicos | Juegos Olímpicos |
| Año                | Lugar                 | Medalla          | Prueba           |
| ------------------ | --------------------- | ---------------- | ---------------- |
| 2022               | Pekín (China)         | Medalla de oro   | TG por equipo    |
| Campeonato Mundial |                       |                  |                  |
| Año                | Lugar                 | Medalla          | Prueba           |
| 2019               | Seefeld (Austria)     | Medalla de plata | TG por equipo    |
| 2021               | Oberstdorf (Alemania) | Medalla de plata | TG por equipo    |